# Giuseppe Bolino
Giuseppe Bolino (Sulmona, 13 gennaio 1926 – Sulmona, 18 novembre 1984) è stato un politico, umanista, accademico, intellettuale, cattolico e partigiano italiano, impegnato nello sviluppo sociale e culturale dell'Abruzzo.

## Biografia
La sua vita si intreccia con momenti cruciali della storia italiana del Novecento, dalla Resistenza alla nascita delle istituzioni regionali, fino alla promozione di una cultura legata al territorio.

Giuseppe Bolino nacque a Sulmona nel 1926, in una famiglia di origini modeste ma con una forte attenzione per l’istruzione e i valori civici. Durante la Seconda Guerra Mondiale, ancora adolescente, si unì alla Resistenza italiana, unendosi a formazioni partigiane attive nelle zone montuose dell’Abruzzo. In questo contesto, dimostrò coraggio e determinazione, qualità che gli valsero riconoscimenti ufficiali come la "Croce al Merito di Guerra" e la "Croce al Valor Militare".

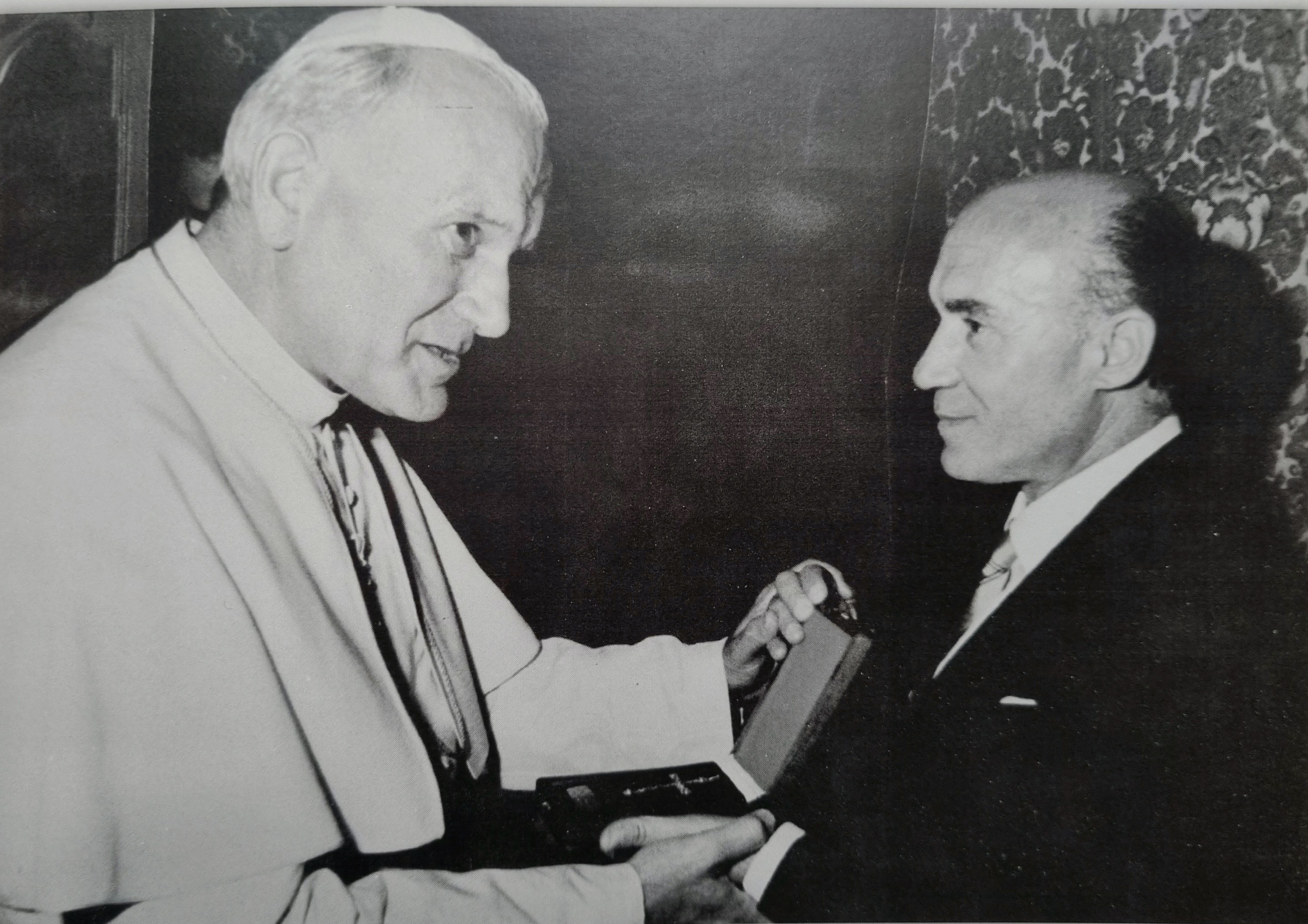
Prof. Giuseppe Bolino in udienza privata dal Papa Giovanni Paolo II

Nel dopoguerra, mosso dal desiderio di contribuire alla ricostruzione del paese, intraprese gli studi universitari a Roma, laureandosi in Lettere. Successivamente, tornò nella sua regione natale per intraprendere la carriera accademica, insegnando presso le Università di Chieti e dell’Aquila. Parallelamente, iniziò un’intensa attività pubblicistica, scrivendo saggi e articoli su riviste culturali di rilievo come Studium e Humanitas su temi etici e politici, con un focus sulla connessione tra religione e società. La sua scrittura era caratterizzata da un linguaggio limpido e da un approccio interdisciplinare, capace di intrecciare riflessioni umanistiche, filosofiche e sociologiche.
Giuseppe Bolino integrò la propria fede cattolica nel suo impegno civile e politico, considerandola un riferimento per le sue scelte personali e pubbliche. Durante la Resistenza italiana, i principi morali della dottrina cattolica influirono sul suo senso di giustizia e responsabilità.
Nel dopoguerra, Bolino aderì a organizzazioni cattoliche come l’Azione Cattolica e la Federazione Universitaria Cattolica Italiana (FUCI), frequentate durante i suoi studi a Roma. Questi ambienti contribuirono alla sua formazione culturale e politica, fornendogli strumenti per affrontare le sfide della ricostruzione sociale ed economica dell’Italia.

## Carriera politica
La passione di Bolino per la politica nacque dal desiderio di migliorare le condizioni di vita della sua terra. Nel 1956 fu eletto Consigliere Comunale a Sulmona e Consigliere Provinciale, incarichi che svolse fino al 1965. In questi anni si occupò di pianificazione urbanistica e di miglioramento delle infrastrutture locali, sostenendo progetti per la viabilità e l’accesso ai servizi essenziali nelle aree rurali.
Nel 1970, con la nascita delle Regioni come enti amministrativi autonomi, Bolino fu tra i protagonisti dell’istituzione della Regione Abruzzo. Come Consigliere Regionale, incarico che mantenne fino al 1984, contribuì alla stesura delle prime normative regionali e alla definizione delle priorità strategiche per il territorio.
Tra i suoi incarichi più rilevanti si ricordano:
- Assessore Regionale alla Sanità e al Lavoro[23] (1972-1978): in questo ruolo si concentrò sull’espansione delle strutture sanitarie[26][27][28], promuovendo la costruzione di nuovi ospedali e il potenziamento delle risorse esistenti. Inoltre, avviò programmi per la formazione professionale dei giovani, in risposta alle crescenti difficoltà occupazionali della regione.
- Presidente dell’Assemblea Regionale[23] (1978-1980): durante questo mandato, guidò importanti riforme legislative, con un focus sulla tutela ambientale, il sostegno all’agricoltura e lo sviluppo delle aree interne[29].

Tra i suoi progetti più significativi si segnala la realizzazione di un’ala moderna presso l’Ospedale Civile di Sulmona, che migliorò notevolmente l’accesso ai servizi sanitari. Inoltre, fu un sostenitore del Palazzetto del Ghiaccio di Roccaraso, struttura che contribuì a rilanciare il turismo invernale e a creare opportunità economiche per la regione.
Accanto alla carriera politica, Bolino dedicò grande energia alla valorizzazione del patrimonio culturale abruzzese. Membro della Deputazione Abruzzese di Storia Patria' e creatore della Collana di Studi Abruzzesi, si impegnò nella ricerca storica e nella promozione delle tradizioni locali. Come Vice Presidente dell’Università Popolare d’Abruzzo, sostenne attività educative rivolte alla cittadinanza, credendo fermamente nel ruolo della cultura come strumento di coesione sociale. Fondatore nel 1972 dell'Associazione italiana assistenza spastici (AIAS) di Sulmona.
Fu tra i fondatori della Fondazione Giuseppe Capograssi, istituzione dedicata allo studio del filosofo sulmonese, scrisse numerosi testi e organizzò convegni che affrontavano temi di filosofia, etica e politica, cercando di coniugare pensiero accademico e impegno civile.
Nella sua attività politica, Bolino cercò di conciliare i principi cattolici con le esigenze amministrative e legislative, sostenendo politiche volte al miglioramento delle condizioni di vita, specialmente nelle aree interne dell’Abruzzo.

## Opere e pubblicazioni
Giuseppe Bolino è autore di numerosi saggi accademici e articoli culturali, tra le sue pubblicazioni più rilevanti si segnalano:
- "Gli Angeletti e due Costituzioni", Sulmona Stabilimento Tip. Angeletti, 1947[48];
- "Pietransieri di Roccaraso, Medaglia d'oro al V.M.", Sulmona, 1967[49];
- "La cultura come strumento di coesione sociale", pubblicato su Studium, 1968;
- "Il sesso nella carceri italiane. Inchiesta e documenti", Milano Feltrinelli Editore, 1970[50];
- "Per una tipologia dell'ateismo", Università Cattolica del Sacro Cuore, 1972[51];
- "Organizzazione e programmazione dei servizi sanitari", L'Aquila Japadre, 1976[52];
- "Sanità e storia della salute. Un profilo di sociologia della medicina", Lanciano Itinerari Editore, 1978[53];
- "L'Organizzazione dei servizi sanitari", Milano Edizioni Ermes, 1979[5];
- "La formazione dello statuto della regione Abruzzo", L'Aquila Consiglio regionale dell'Abruzzo, 1982, Collana di studi abruzzesi n. 4[54];
- "L'abruzzo nelle inchieste parlamentari: L'inchiesta agraria del 1877", L'aquila Comunità Montana Sirentina, 1983[55];
- "Vincenzo Rivera e la rinascita dei Lincei", L'Aquila Rivista abruzzese di studi storici dal fascismo alla Resistenza, 1981[56];
- "Società e poesia in Capograssi", L'Aquila Deputazione abruzzese di storia patria, 1985[57].

Molte delle sue opere furono edite da Feltrinelli, Morlacchi, Edizioni Regionali d'Abruzzo ed Edizioni Marsica, confermando l'importanza del suo contributo nel panorama culturale italiano.

## Riconoscimenti
In sua memoria, la biblioteca del Consiglio Regionale dell'Abruzzo è stata intitolata a Giuseppe Bolino, in riconoscimento del suo contributo alla politica e alla cultura regionale. Inoltre, il Palazzetto del Ghiaccio di Roccaraso, uno dei progetti a cui si dedicò, continua a rappresentare un punto di riferimento per lo sport e il turismo in Abruzzo. L’Ospedale Civile di Sulmona, che vide un importante ampliamento grazie al suo impegno politico, rappresenta una delle sue realizzazioni più significative nel campo della sanità; una strada a L’Aquila, Via Giuseppe Bolino, che porta il suo nome, oltre a borse di studio e convegni riconoscendo il valore del suo operato per la comunità regionale.

## Morte
Giuseppe Bolino morì prematuramente il 18 novembre 1984 nella sua città natale, Sulmona. La sua eredità politica e culturale continua a essere ricordata e celebrata in Abruzzo.